# Volvo 960
Volvo 960, senare Volvo S90 och Volvo V90, är en personbil i lyxbilsklassen som tillverkades av Volvo 1990–1998. Volvo 960/S90/V90 är tillsammans med Volvo 940 den senaste bakhjulsdrivna Volvon (fram tills att eldrivna modeller började erbjudas med bakhjulsdrift). Modellen tillverkades på Volvoverken i Kalmar 1990–1994 och i Volvos fabriker i Gent och Torslanda.

## Historik
Volvo 960 är en av Volvos lyxbilar och tog vid när Volvo 760 slutade tillverkas och är en vidareutveckling av denna (jämför Volvo 740 och Volvo 940). Den front som användes på Volvo 960 hade redan införts 1988 i samband med faceliften som gjordes på Volvo 760. Sedanmodellens bakre del var däremot helt ny. För formgivningen av det nya bakpartiet stod Håkan Malmgren, som också var delaktig i framtagandet av 700-serien. Årsmodellerna 1991 till 1994 liknar systermodellen 940 men 1995 fick 960 en delvis egen och lyxigare design, mest tydliggjort i den slimmade fronten. Kombivarianten kallades i folkmun för Volvo 965.

### Teknik
Under huven i 960 satt det en nyutvecklad rak sexcylindrig motor (B6304) (ur samma familj som de året senare presenterade femcylindriga motorerna i 850). På vissa marknader fanns B280-motorn från 760 kvar på de första årsmodellerna.
Systermodellen 940 hade däremot den gamla generationen av motorer som följde med från 740. Den tidiga modellen 1991-1994 erbjöds också 960 med raka fyrcylindriga turbomotorer med antingen 8 eller 16 ventiler, eller en 2,4-liters dieselmotor med turbo.

Bakhjulsdrift med individuell hjulupphängning lika föregångaren 760 satt på alla sedanmodeller. Från 1995 infördes en uppgraderad bakaxel med tvärställd glasfiberbladfjäder vilket eliminerar fjädertornen och monterades då även på 960 herrgårdsvagn. Herrgårdsvagnen av 1991-1994 års modell har stel bakaxel, samma som på Volvo 940. Volvo 960 var ofta utrustad med differentialbroms/slungdiff.

### Motorer
D24TIC 2,4 liters sexcylindrig dieselmotor med turbo och laddluftkylare som utvecklade 122 hk antingen med manuell M46 (4-växlad manuell växellåda med överväxel) eller tillsammans med den fyrstegade automatlådan med lock up, ZF 22 HP. 
B230FT; 2,3-liters turbofyra på 165 hk med manuell M46 (1991–1993) / M90 (1994–1998) eller tillsammans med den fyrstegade AW71L automatlådan, dock endast tillgänglig för årsmodellerna 1991–1992.
B204FT; Fyrcylindrig gjutjärnsmotor med 16-ventilers aluminiumtopplock med ett turboaggregat som ger 0,44 bars övertryck upp till 4250 varv/min och upp till 0,88 bar därutöver. Effekten var 192 hk. Motorn fanns endast med den manuella M46 4-växlade med överväxel. Motorn tillverkades fram till år 1994.
B6304F; 3-literssexa om 180 eller 204 hästkrafter tillsammans med den fyrstegade, elektroniskt styrda automatlådan AW30-40LE.
B6254F; 2,5-literssexa om 170 hästkrafter tillsammans med en M90-manuell låda eller den fyrstegade, elektroniskt styrda automatlådan AW30-40LE.
(1995-1997)

## S90/V90
Modellbeteckningen ändrades under 1997 till Volvo S90 för sedanmodellen och V90 för kombi i linje med övriga modeller. Ansiktslyftningen som gjordes 1994 som årsmodell 1995 genomfördes under tiden som modellen kallades Volvo 960; S90/V90 har alltså inte ett utseende som skiljer sig från 960:s senare årgångar. Tekniskt sett är skillnaden små ändringar i inredningen: ny mittkonsol, några nya klädslar och ny träinredning i ljus masurbjörk erbjöds som tillval, liksom bättre AC-anläggning. S90/V90 slutade tillverkas den 5 februari 1998.
Modellbeteckningarna S90/V90 kommer till användning igen i de nya modeller som presenterades 2016, som då ersatte S80 och V70.

### Motorer
Under huven på dessa fanns som tidigare raka sexor med den skillnaden att 2,5-litersmotorn som ansågs vara svag på låga varvtal ersattes av en 3-literssexa på 180 hk.
B6304S; 3-literssexa om 204 hk tillsammans med den fyrstegs, elektroniskt styrda automatlådan AW30-43LE från japanska Aisin Warner.
B6304S2; 3-literssexa om 180 hk tillsammans med M90-manuell låda eller den fyrstegs, elektroniskt styrd automatlådan AW30-43LE. Denna variant är dock starkare på lägre varvtal än 204 hk-motorn, varför prestanda vid normal körning inte försämrats.